# Monasterio de Santa María la Real (Fitero)
El antiguo monasterio de Santa María la Real, también llamado Santa María de Niencebas, se encuentra en la localidad navarra de Fitero (España). Está enclavado a orillas del río Alhama, al sur del Ebro. El lugar es conocido por sus balnearios de aguas medicinales. El monasterio pertenece a la orden del Císter; su lugar de inicio no fue en Fitero, sino en Niencebas, al pie de los montes de Yerga. Su arquitectura es propia de la transición del románico al gótico al gusto cisterciense.

## Los orígenes
El monasterio de Fitero fue fundado por san Raimundo de Fitero y otros monjes cistercienses procedentes de la Abadía de Escaladieu (Altos Pirineos) que se instalaron en Niencebas, que es un despoblado situado en Alfaro (La Rioja), limítrofe con Fitero (Navarra).Está documentado el origen del pequeño monasterio cisterciense fundado gracias a la donación de Alfonso VII en 1140, en la localidad conocida como Niencebas, donde el obispo de Calahorra, Sancho de Funes, bendijo al primer abad Raimundo, consagrando el primer altar de lo que sería una iglesia provisional. En 1152, el citado obispo calagurritano bendijo el cementerio del monasterio de Castellón y, con ello, el abad Raimundo dio por concluido el traslado de su comunidad al término de Fitero (Castellón); este fue el lugar de su emplazamiento definitivo del primer monasterio que hubo en Fitero.
El abad Raimundo acudió a la llamada de Sancho III de Castilla (hijo de Alfonso VII), quien celebró cortes en Almazán y, en enero de 1158, le donó a San Raimundo de Fitero, al monasterio de Fitero y a la Orden del Cister la plaza de Calatrava la Vieja, para que le ayudasen a defenderla a los ejércitos del rey de Castilla. Fray Raimundo fundó entonces una milicia cisterciense con la que se desplazó a Calatrava, y esta milicia acabaría dando lugar a la Orden Militar de Calatrava.
En 1159, el monasterio de Castellón (Fitero) fue invadido por una muchedumbre armada, enviada por el obispo de Tarazona que, tras destruirlo, se hizo con su dominio espiritual. Los monjes que allí había, tras ser apaleados, huyeron a Calahorra y ni ellos ni San Raimundo pudieron regresar jamás a su monasterio.
En 1161, se instaló una segunda comunidad cisterciense en Fitero, también procedente de l'Escaladieu, cuyo nuevo abad fue Guillermo. San Raimundo, con el apoyo de Alfonso VIII, intentó recuperar su monasterio, pero no lo logró y falleció exilado en Ciruelos.
El segundo templo cisterciense de Fitero se empezó según lo acostumbrado, por la cabecera, en el último cuarto del siglo XII, y su iglesia se concluyó en 1247, financiada por el arzobispo de Toledo Rodrigo Jiménez de Rada, así como del castillo de Brihuega (Guadalajara). En 1247, pocos días antes de la muerte de este arzobispo en su viaje de regreso de Lyon, de visitar al Papa Inocencio IV, tras haber logrado de este una bula de indulgencias para aquellos que visitasen esta nueva iglesia castellana.

## Arquitectura del edificio

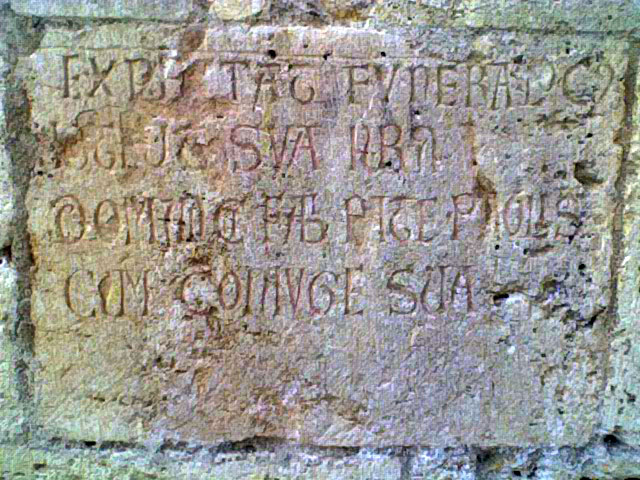
Lápida incrustada en el muro del ábside

El complejo monástico medieval ha llegado a los albores del siglo XXI embutido entre las edificaciones del pueblo de Fitero, alguna de ellas invadiendo incluso parte del conjunto (casas particulares, un cine). Queda sin embargo un gran espacio abierto por la parte de los ábsides que permite contemplar la gran obra y otro delante de la portada principal de los pies. La iglesia se convirtió en parroquia a partir del siglo XVI, cuando el pueblo de Fitero crecía y necesitaba un lugar de culto donde poder asistir a todos los actos litúrgicos y recibir los sacramentos. Fue entonces cuando se organizó la capilla bautismal tomando una parte del claustro y cuando se levantó el coro en sustitución del anterior medieval situado en la nave central.
El claustro conserva alguna de sus estancias mientras otras fueron ocupadas por la población laica para uso de viviendas y otros menesteres.

## La iglesia

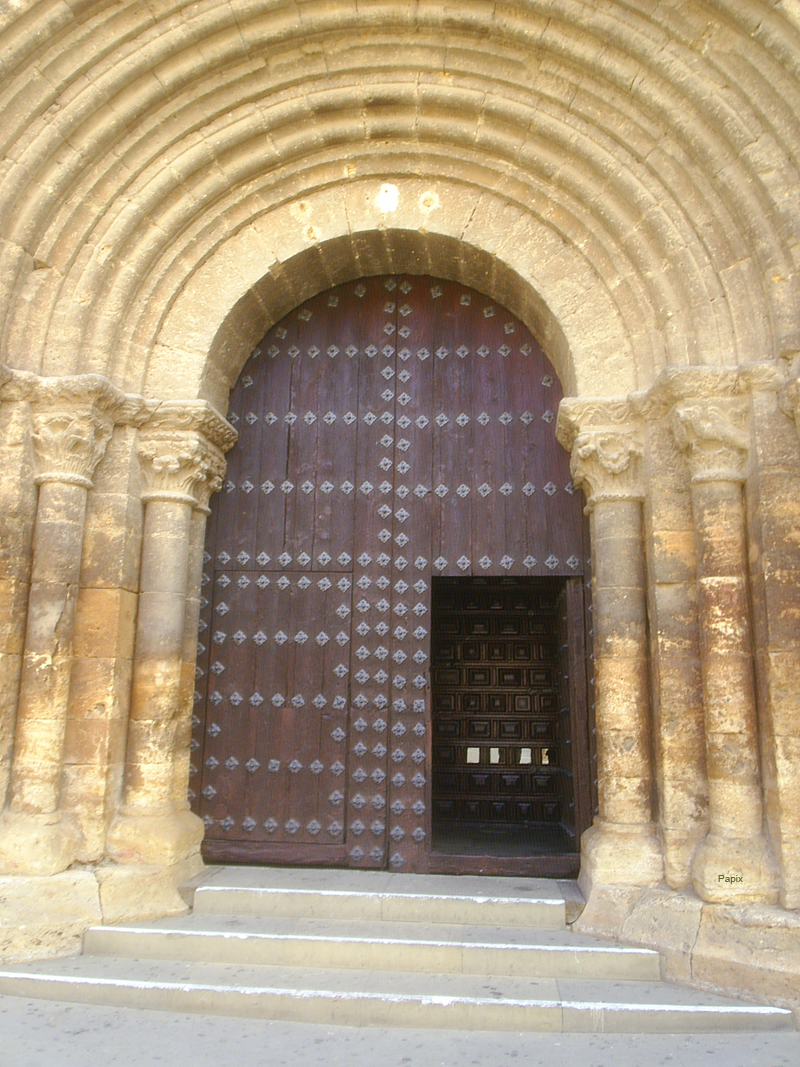
Puerta de la iglesia del monasterio

Tiene planta de cruz latina siguiendo el modelo de la iglesia madre francesa: tres naves con seis tramos, crucero bien diferenciado y cabecera con girola y cinco capillas absidales. Está sustentada por grandes pilares cruciformes que llevan dobles semicolumnas adosadas en los frentes y columnillas en los codillos. Recibe la luz de las grandes ventanas de arco de medio punto abiertas a lo largo de la nave central por encima de las naves laterales que son más bajas.

Las naves se cubren con bóvedas de crucería que llevan grandes nervios de sección. Las bóvedas de las capillas absidales son de cuarto de esfera sin nervios (excepto la central). El presbiterio se cubre con bóveda gallonada. 

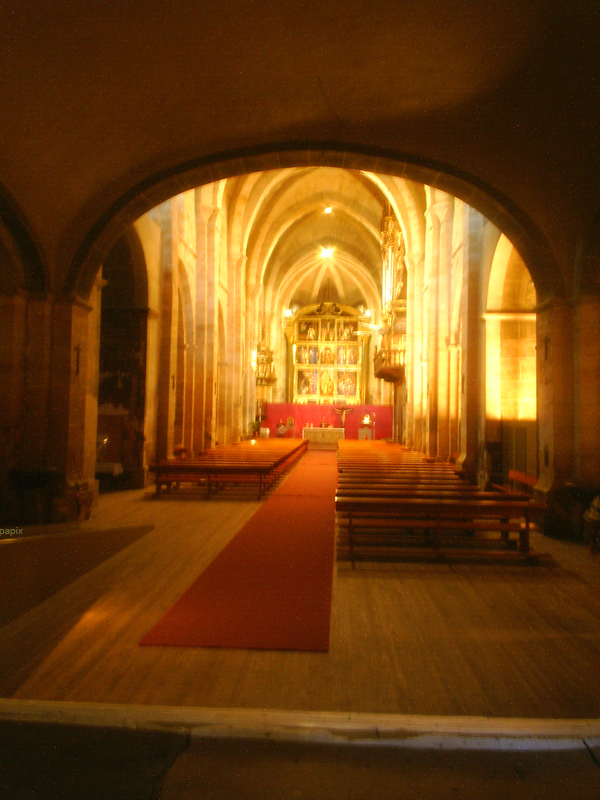
Nave central de la Iglesia

En los tres tramos de los pies se levantaron a mitad del siglo XVI, en época del abad Martín Egües y Pasquier, unas bóvedas estrelladas que representan el paso del gótico al renacimiento.

### Capilla Mayor
Lo más importante de la capilla mayor (n.º 1 en el plano) es su retablo del siglo XVI, que nada tiene que ver con el gusto o el estilo cisterciense. El proyecto es de Diego Sánchez, que ideó una estructura sin decoración alguna, más que la puramente arquitectónica, con órdenes superpuestos entre dos grandes columnas (orden gigante). Consta de escultura y pintura; las esculturas se colocaron en 1583 al mismo tiempo que el cuerpo del retablo.
Las pinturas son tablas flamencas cuya autoría se debe a Roland de Mois, ayudado por Felices de Cáceres, que ya había trabajado en el monasterio de la Oliva. Destacan por lo cuidadoso de la ejecución, la Epifanía, Adoración de los pastores, San Juan Bautista y San Juan Evangelista.

### Sacristía
Situada entre el brazo del crucero y la girola (n.º 2 en el plano), es obra barroca del siglo XVI-XVII. De planta rectangular, cubierta con bóveda de cañón y lunetos. Unos huecos en forma de hornacina reciben los muebles-cajoneras donde se guardaba el vestuario de liturgia. Está amueblada al estilo de la época con cornucopias, florones dorados y mesa rococó.

### Capilla del bautismo
Es obra del siglo XVI, cuando Fitero tuvo necesidad de una parroquia que cumpliera con la liturgia y administrara los Sacramentos. Está enclavada en un espacio cuadrado perteneciente a la panda oeste del claustro que formaba parte del pasillo de conversos (legos). (N.º 3 en el plano)

### Capilla de la Virgen de la Barda

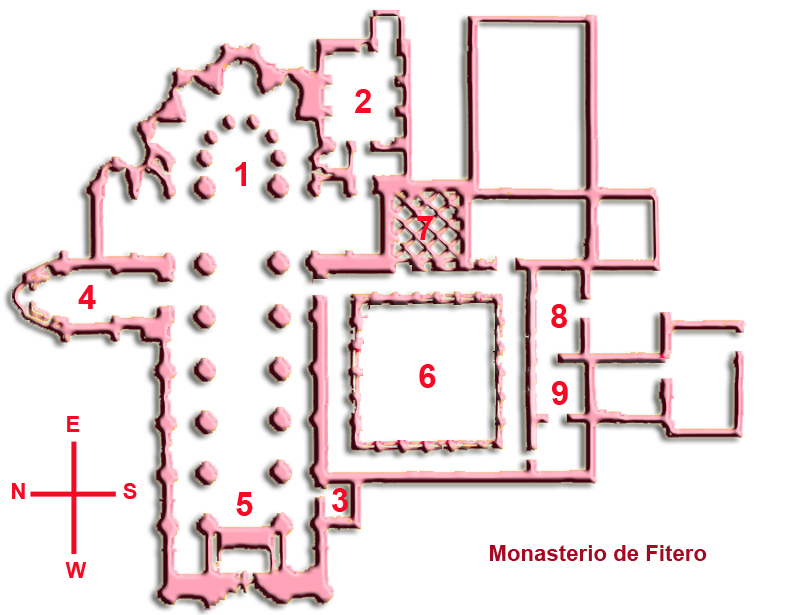
Planta del monasterio

Es del siglo XVIII fue edificada como panteón del abad del siglo XVII Plácido del Corral y Guzmán. Consta de dos tramos (n.º 4 en el plano); en el de la cabecera se eleva una cúpula con linterna. Estuvo ricamente adornada. En esta capilla se venera la Virgen de la Barda que es una talla de la Virgen de los Remedios de finales del siglo XIII que conserva algo de la original policromía. La leyenda cuenta que en una ocasión creció una zarza o espino (barda) que se metió por la vidriera y rodeó los pies de la imagen, perdiendo sus espinas.

### El coro
Es un coro alto a los pies (n.º 5 en el plano) que sustituyó a finales del siglo XVI al anterior que estaba situado en la nave mayor. La sillería está distribuida en dos órdenes y carece de ornamentación salvo en los brazos. Su autor es Esteban Ramos, artista del siglo XVII que realizó algunas esculturas para procesiones.

### Tesoro artístico
En la iglesia se guardan vestimentas litúrgicas de gran valor, del siglo XVI, que fueron regalos de varios abades. Se distingue el gran terno pontifical blanco del siglo XVII (casulla, capa pluvial y dalmática), con bordados de colores, ejecutado por la madre Graciosa de los Ángeles, carmelita descalza de Pamplona.
Hay una gran colección de orfebrería, algunas de cuyas piezas están datadas del siglo XVI. Son importantes los relicarios, sobre todo el del abad Raimundo. Son destacables por su valor artístico e histórico las diversas arquetas que se conservan:
- Arqueta califal, firmada, hecha en marfil en 966, con decoración vegetal, que lleva la siguiente inscripción:

«En el nombre de Alá, prosperidad, felicidad, alegría y gracia para la queridísima Walada. Lo que ha sido hecho en Medina Azahara, el año cinco y cincuenta y trescientos (966), obra de Halaf»

- Arqueta almohade, en marfil, donde se puede leer:

«Felicidad, gloria, buena acogida y bendición no cese…»

- Cofre románico de siglo XII de madera pintada.
- Arqueta de cobre esmaltado, siglo XIII, adornada con temas figurativos, atribuida a algún taller de las proximidades de Silos.

## El claustro

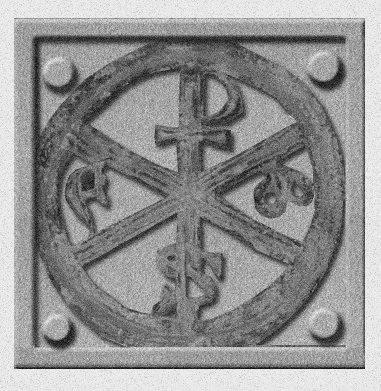
Crismon

El claustro se encuentra pegado a la pared sur de la iglesia, encajado en el ángulo que forma el crucero sobresaliente en planta, de manera que la sala capitular toma la profundidad del ancho de dicho crucero (n.º 6 en el plano). La puerta que comunica con la iglesia posee un crismón.
Las puertas, ventanas y algunas estancias corresponden a finales del siglo XII y principios del XIII, mientras que la galería porticada y los capiteles que la pertenecen son obra tardía del siglo XVI.

### Panda este
Sala capitular
La sala capitular está situada, como es lo habitual, en la panda o galería este del claustro (n.º 7 en el plano). Su pared norte está pegando con el extremo sur del crucero. Es la estancia mejor conservada. De planta cuadrada, está cubierta por bóvedas de crucería que sostienen cuatro columnas exentas (que a su vez se apoyan sobre un alto pedestal) y doce columnas pegadas a los muros de las cuatro paredes. Los capiteles son sobrios como corresponde a la ornamentación cisterciense. Se accede desde la galería por una amplia puerta románica de tres arcos sencillos que se apoyan sobre columnas muy cortas, que a su vez se apoyan sobre un alto pódium. A ambos lados de la puerta hay sendas ventanas. En el muro frontero, oriental, se ve el hueco de tres ventanas antiguas, abiertas al huerto de los monjes y que daban luminosidad a la sala. Fueron cerradas en algún momento de reformas del espacio exterior. Sobre la sala capitular y a lo largo de esa galería se encontraba el gran dormitorio de los monjes.

### Panda sur
La zona del refectorio, (n.º 8 en el plano), se conserva pero sin la techumbre original, ya que en el siglo XVII se alzaron los muros para construir otro piso donde se ubicó la biblioteca. Esta sala está iluminada por ventanas abiertas a dos de sus muros. Tiene dos puertas, una que da a la galería y otra a la cocina (n.º 9 en el plano). La cocina conserva la puerta original y las ventanas.

### Panda oeste
De la construcción antigua queda la puerta de comunicación del pasillo de legos con la iglesia, que ahora pertenece a la capilla bautismal (n.º 3 en el plano). Este pasillo de legos o conversos se extendía a lo largo de la panda oeste, junto a los espacios dedicados a ellos. No existe nada de esto porque fue transformado en viviendas para los habitantes de Fitero. Seguramente, según los planos de otros monasterios cistercienses, estarían en esta zona los dormitorios de legos y los almacenes o cillas.

### Marcas de Cantero
En el edificio se han catalogado más de 200 marcas de cantero, desde las normales, letras, cruces, hasta otras más curiosas como una jirafa que si no fuera por la época de la que procede (medieval) parece un Diplodocus.
En la cabecera del edificio (la más antigua) hay marcas que se repiten en la Catedral de Santa María de Tudela y que solo se encuentran en la cabecera de los dos edificios. Como la estrella de ocho puntas, cruces gamadas, marcas tipo caracol, etc. podrían ser cuadrillas itinerantes.

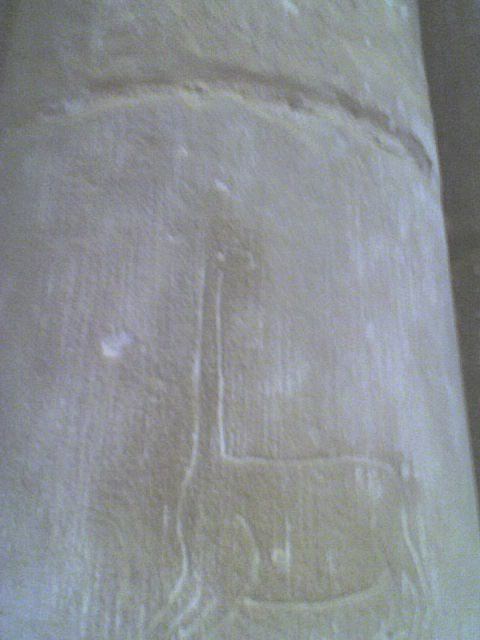
Marca cantero jirafa
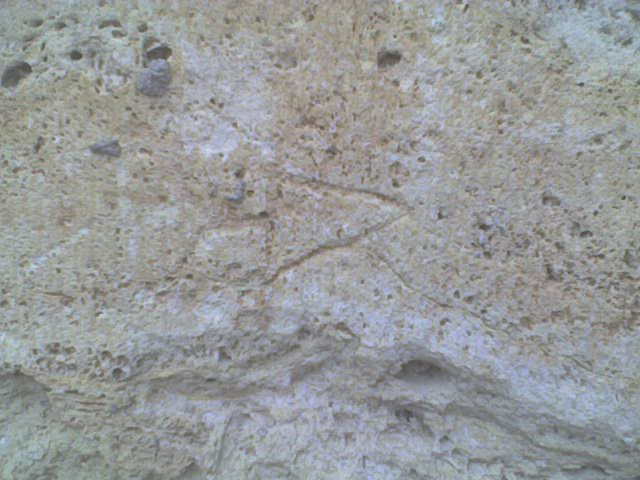
Flecha
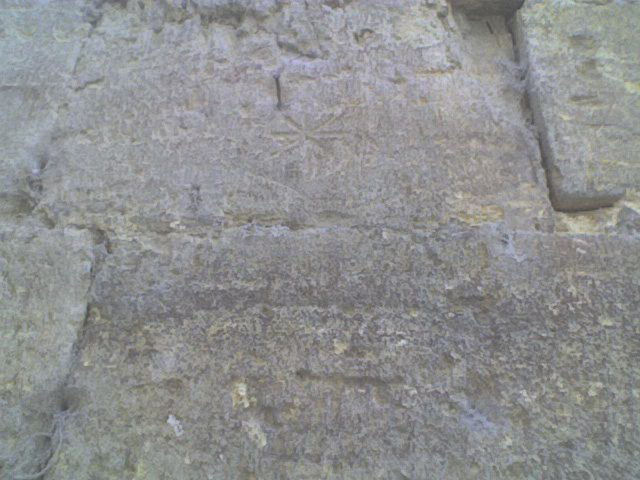
Estrella de ocho puntas